# Cecilia Agoitia
Cecilia Agoitia (Monterrey, 21 de agosto de 1984) es una dramaturga y promotora cultural mexicana.

## Biografía
Nacida en Monterrey, Nuevo León, en 1984, se trasladó a San Luis Potosí en 2002, para realizar una licenciatura en ciencias de la comunicación por la Universidad del Valle de México (UVM). Posteriormente completó estudios en interpretación escénica y teatro contemporáneo por el Centro de las Artes de San Luis Potosí.
En 2012 fundó El Ángel del Espejo, una compañía de artes escénicas dedicada a la investigación escénica mediante las disciplinas de teatro y danza, y a la difusión de las artes escénicas entre el público joven; así mismo se ha desempeñado como actriz de teatro y directora teatral en montajes realizados con niños, jóvenes y adolescentes.
En 2014, fue seleccionada en el Programa de Estímulo a la Creación y Desarrollo Artístico (PECDA) para crear una obra dramatúrgica a lo largo del año 2015 con el tema de duelo infantil. Es autora de dos libro de dramaturgia: El sueño de Mara: una voz a la vez (2015), y El secreto de las luciérnagas (2016).

### Premios y reconocimientos
En 2013, obtuvo el Premio Estatal Manuel José Othón en la categoría de dramaturgia, dentro del Certamen 20 de Noviembre.

## Publicaciones seleccionadas

### Dramaturgia
- Agoitia, Cecilia (2015). El sueño de Mara : una voz a la vez. San Luis Potosí, San Luis Potosí: Secretaría de Cultura de San Luis Potosí.